# Sierpiński-Konstante
Die Sierpiński-Konstante ist eine mathematische Konstante, benannt nach dem polnischen Mathematiker Wacław Sierpiński. Sie kann unter anderem durch den folgenden Ausdruck definiert werden:
{\displaystyle K=\lim _{n\to \infty }\left(\sum _{k=1}^{n}{\frac {r_{2}(k)}{k}}-\pi \ln n\right),}
wobei {\displaystyle r_{2}(k)} die Anzahl der Darstellungen von {\displaystyle k} in der Form {\displaystyle a^{2}+b^{2}} mit ganzen Zahlen {\displaystyle a} und {\displaystyle b} unter Beachtung der Reihenfolge, {\displaystyle \pi } die Kreiszahl und {\displaystyle \ln } der natürliche Logarithmus ist.

## Darstellungsformen
Ein expliziter Ausdruck für die Sierpiński-Konstante {\displaystyle K} ist
{\displaystyle K=\pi \left(2\gamma +\ln {\frac {4\pi ^{3}}{\Gamma (1/4)^{4}}}\right)}
mit der Euler-Mascheroni-Konstante {\displaystyle \gamma } und der Gammafunktion {\displaystyle \Gamma }. Aufgrund der Relation
{\displaystyle \Gamma (1/4)={\frac {\pi {\sqrt {2}}}{\Gamma (3/4)}}}
ergibt sich die alternative Darstellung
{\displaystyle K=\pi \left(2\gamma +4\ln \Gamma \left({\frac {3}{4}}\right)-\ln \pi \right).}
Die Dezimalentwicklung von {\displaystyle K} ist
{\displaystyle K=2{,}58498\ 17595\ 79253\ 21706\ 58935\ 87383\ 17116\ 00880\ 51651\ 85263\ \dots } (Folge A062089 in OEIS)

## rn(k)-Funktion
| {\displaystyle k} | {\displaystyle r_{2}(k)} |
| ----------------- | ------------------------ |
| 0                 | 1                        |
| 1                 | 4                        |
| 2                 | 4                        |
| 3                 | 0                        |
| 4                 | 4                        |
| 5                 | 8                        |
| 6                 | 0                        |
| 7                 | 0                        |
| …                 | …                        |
| 25                | 12                       |
| …                 | …                        |
| 65                | 16                       |
| …                 | …                        |

(Folge A004018 in OEIS).
Die Sierpiński-Konstante tritt bei der Untersuchung der Asymptotik der Quadratsummen-Funktion (im Englischen als Sum of Squares bezeichnet) 
{\displaystyle r_{n}(k)={\bigl |}{\bigl \{}(a_{1},a_{2},\ldots ,a_{n})\in \mathbb {Z} ^{n}\mid a_{1}^{2}+a_{2}^{2}+\ldots +a_{n}^{2}=k{\bigr \}}{\bigr |}}
für den Fall {\displaystyle n=2} auf (etwa um den Fall {\displaystyle n=4} geht es beim Satz von Jacobi).
Beispielsweise ist {\displaystyle r_{2}(3)} = 0, da sich die Zahl 3 nicht als Summe aus zwei Quadratzahlen darstellen lässt, während {\displaystyle r_{2}(13)} = 8, denn 13 kann als Summe der Quadratzahlen 9 und 4 in zwei verschiedenen Reihenfolgen, {\displaystyle (\pm 3)^{2}+(\pm 2)^{2}} und {\displaystyle (\pm 2)^{2}+(\pm 3)^{2}}, jeweils in vier Vorzeichenkonstellationen gebildet werden.